# Двухмашинный агрегат
Двухмашинным агрегатом называется возбудитель и вспомогательный генератор тепловоза, собранные в общем корпусе. Якоря возбудителя и вспомогательного генератора собраны на общем валу, станины соединены болтами. Возбудитель питает независимую обмотку возбуждения тягового генератора, вспомогательный генератор предназначен для питания цепей собственных нужд тепловоза и заряда аккумуляторной батареи.

## Возбудитель
Тяговый генератор тепловоза должен обеспечивать использование номинальной мощности дизеля тепловоза. Мощность, вырабатываемая генератором, равная произведению напряжения на его выводах на ток нагрузки, должна оставаться постоянной.
{\displaystyle N=UI=\mathrm {const} }.
Ток тяговых двигателей тепловоза зависит от скорости движения.
{\displaystyle I={\frac {U-cn\Phi }{R}}},
где I — ток якоря;

U — напряжение на тяговом двигателе; 

c — машинная постоянная; 

n — частота вращения якоря двигателя; 

Φ — магнитный поток двигателя; 

R — сопротивление якоря.
Для поддержания постоянства мощности тягового генератора необходимо изменять напряжение генератора обратно пропорционально току в нём. Напряжение и ток генератора должны ограничиваться предельно допустимыми значениями. Зависимость напряжения на зажимах генератора от тока нагрузки при неизменной частоте вращения якоря и заданных условиях возбуждения называется внешней характеристикой генератора. Поскольку ни генераторы постоянного тока, ни синхронные генераторы не имеют требуемой (гиперболической) внешней характеристики, для её получения используется система возбуждения тягового генератора с автоматическим регулированием тока возбуждения. В случаях, когда не требуется использование полной мощности дизеля, для экономии топлива мощность дизеля уменьшается путём ступенчатого снижения частоты вращения его коленчатого вала рукояткой контроллера машиниста. Система возбуждения должна обеспечивать при частичных нагрузках постоянство мощности генератора на уровнях, соответствующих экономичным режимам работы дизеля. Мощность дизеля тепловоза зависит от различных факторов, таких как температура и давление воздуха, затраты на привод вспомогательных механизмов изменяются во времени, мощность тягового генератора зависит от температуры его обмоток. Поэтому система возбуждения должна регулировать мощность тягового генератора в зависимости от свободной мощности дизеля. Одним из способов построения системы возбуждения является использование для питания обмотки возбуждения тягового генератора специального генератора — возбудителя.
Все возбудители, входящие в состав двухмашинных агрегатов являются электрическими машинами постоянного тока . Сила тока в обмотке возбуждения тягового генератора регулируется изменением напряжения возбудителя, которое в свою очередь регулируется изменением силы тока в его обмотках возбуждения. 
Возбудитель ВТ-275/120, устанавливаемый на тепловозах ТЭ3, ТЭ7 имеет магнитную систему, состоящую из четырёх ненасыщенных и двух насыщенных полюсов. На ненасыщенных полюсах расположены независимая, ограничительная и регулировочная обмотки, а на  насыщенных — параллельная и дифференциальная. Обмотка независимого возбуждения включена на напряжение вспомогательного генератора, параллельная обмотка включена на напряжение возбудителя, дифференциальная обмотка включена параллельно обмотке добавочных полюсов тягового генератора, поэтому ток в ней пропорционален току генератора. Магнитодвижущие силы параллельной и дифференциальной обмотки направлены навстречу друг другу. На участке характеристики, где ток генератора невелик, сердечник полюса насыщен под действием параллельной обмотки, напряжение возбудителя мало зависит от тока генератора, таким образом, за счёт насыщения полюсов обеспечивается ограничение напряжения тягового генератора. При росте тока тягового генератора сердечник полюса перестаёт быть насыщенным, и напряжение возбудителя изменяется примерно обратно пропорционально току генератора — реализуется гиперболический участок внешней характеристики тягового генератора. Для ограничения максимального тока тягового генератора используется схема, состоящая из ограничительной обмотки (магнитодвижущая сила которой направлена навстречу магнитодвижущей силе независимой обмотки), включенного последовательно с ней тахогенератора и диода. Эта цепь включена параллельно обмотке добавочных полюсов генератора и обмоткам возбуждения ТЭД. При небольшом токе тягового генератора диод препятствует прохождению тока от тахогенератора, при приближении тока тягового генератора к максимальному значению суммарное падение напряжения на обмотке добавочных полюсов и обмотке возбуждения ТЭД превышает напряжение тахогенератора, в цепи ограничительной обмотки начинает течь ток, магнитная система возбудителя размагничивается, и напряжение резко снижается.
Поскольку якорь тахогенератора и якорь возбудителя приводится от коленчатого вала дизеля, ток, при котором начнётся снижение напряжения тягового генератора, и напряжение возбудителя пропорциональны частоте вращения коленчатого вала дизеля, тем самым изменяется мощность тягового генератора и его максимальный ток при частичных нагрузках.
Для изменения мощности тягового генератора в зависимости от свободной мощности дизеля предусмотрена регулировочная обмотка с подключенным к ней тахогенератором. При уменьшении нагрузки обороты дизеля возрастают, напряжение тахогенератора повышается, увеличивая мощность тягового генератора. Однако эта система работает только в режиме максимальной мощности дизеля.
Возбудитель В-600, устанавливаемый на тепловозах М62, 2ТЭ10Л, ТЭП10Л, ТЭП60, 2ТЭП60 (в составе двухмашинного агрегата А-706) имеет на главных полюсах две обмотки — независимую и размагничивающую. Размагничивающая обмотка возбудителя подключена к вспомогательному генератору, а независимая — к магнитному усилителю, который регулирует напряжение на ней в зависимости от сигналов подключенных к нему датчиков.

## Вспомогательный генератор
Вспомогательный генератор предназначен для питания электрическим током обмоток независимого возбуждения возбудителя и тахогенераторов, цепей управления и освещения, вспомогательных электрических двигателей и заряда аккумуляторной батареи. Все вспомогательные генераторы являются генераторами постоянного тока и имеют независимое возбуждение. Напряжение вспомогательного генератора поддерживается постоянным при помощи регулятора напряжения.